# Melanagromyza artemisiae
Melanagromyza artemisiae är en tvåvingeart som beskrevs av Spencer 1957. Melanagromyza artemisiae ingår i släktet Melanagromyza och familjen minerarflugor.
Artens utbredningsområde är Tyskland. Inga underarter finns listade i Catalogue of Life.